# Клеман Маро
Клеман Маро (фр. Clément Marot; Каор, 23. септембар 1496 — Торино, 12. септембар 1544) је био француски ренесансни песник.

## Биографија
Маро је обављао разне службе у кућама племића и на краљевом двору. Осумњичен је за упражњавање калвинизма и за симпатије према реформацији, па је због тога прогањан и затваран у два наврата. Компромитован у „афери плаката”, морао је да се склони у Италију, у Ферару, затим у Женеву и Торино. У Торину је и умро.